# Godfried V van Joinville
Godfried V van Joinville (overleden in het Krak des Chevaliers in 1204) was van 1190 tot aan zijn dood heer van Joinville. Hij behoorde tot het huis Joinville.

## Levensloop
Godfried V was de oudste zoon van heer Godfried IV van Joinville en  Helvida, dochter van heer Gwijde I van Dampierre. In 1189 nam hij samen met zijn vader deel aan de Derde Kruistocht, waarbij ze deel uitmaakten van het gevolg van graaf Hendrik II van Champagne.
Nadat zijn vader in augustus 1190 overleed bij het Beleg van Akko, verliet Godfried V vervroegd het Heilige Land om het lijk van zijn vader naar Frankrijk te brengen en hem op te volgen als heer van Joinville. In deze functie bevestigde Godfried het besluit van zijn vader om enkele belangrijke bezittingen aan de Abdij van Montier-en-Der te schenken. Ook Godfried V deed vele schenkingen aan kerkelijke instellingen in het graafschap Champagne, om op die manier de vele rooftochten en afpersingen goed te maken die zijn voorvaders gepleegd hadden om kerkelijke goederen te bemachtigen.
Als seneschalk van het graafschap Champagne was Godfried zeer loyaal tegenover zijn leenheer en op die manier raakte hij betrokken in het conflict tussen koning Filips II van Frankrijk en de Engelse koning Richard Leeuwenhart over de Engelse bezittingen in Frankrijk. Hendrik II van Champagne, en dus ook Godfried V, kozen de zijde van Engeland. Na het overlijden van Hendrik II in 1197 werd diens jongere broer Theobald III graaf van Champagne, die wegens zijn minderjarigheid onder het regentschap van zijn moeder Maria van Frankrijk werd geplaatst. Onder Maria en later Theobald III koos Champagne de zijde van Frankrijk. Als trouwe vazal was Godfried V voortaan ook aan de kant van Filips II te vinden.
In 1199 vertrokken Godfried V en zijn broer Robert opnieuw naar het Heilige Land, om deel te nemen aan de Vierde Kruistocht. Hij liet de regeringszaken in Joinville over aan zijn jongere broers Simon en Willem, die in 1219 aartsbisschop van Reims zou worden. In tegenstelling tot het grootste deel van de kruisvaarders, die na het bereiken van Constantinopel terug naar huis keerden, reisde Godfried verder naar Syrië. Begin 1204 sneuvelde hij er bij gevechten aan het Krak des Chevaliers. Godfried werd bijgezet in de kapel van deze machtige vesting.
Godfried was ongehuwd en kinderloos gebleven. Zijn jongere broer Simon volgde hem op als heer van Joinville.  